# Portret „Ojca” Tanguy
Portret „Ojca” Tanguy – tytuł 3 obrazów namalowanych przez Vincenta van Gogha w latach 1886–1888, mających za temat wizerunek handlarza akcesoriami malarskimi i marszanda Juliena Tanguy. Wszystkie te dzieła powstały podczas pobytu artysty w Paryżu.
1. Pierwszy z obrazów Portret „Ojca” Tanguy (hol. Portret van père Tanguy, ang. Portrait of Père Tanguy)[1] został namalowany na przełomie 1886/1887 i znajduje się obecnie w Ny Carlsberg Glyptotek w Kopenhadze. Nr kat.: F 263, JH 1202.
2. Obraz Portret „Ojca” Tanguy I (hol. Portret van père Tanguy, ang. Portrait of Père Tanguy)[2] został namalowany przełomie 1887/1888 stanowi obecnie część Collection Niarchos w Londynie; Nr kat.: F 364, JH 1352.
3. Obraz Portret „Ojca” Tanguy II (hol. Portret van père Tanguy, ang. Portrait of Père Tanguy)[3] został namalowany jesienią 1887 znajduje się obecnie w Musée Rodin w Paryżu; Nr kat.: F 363, JH 1351.

## Historia
Julien François Tanguy (1825–1894), rewolucyjny socjalista, miał sklep przy rue Clauzel w Paryżu. Handlował przyborami malarskimi, na zapleczu prowadził też klub i galerię, która była miejscem spotkań wielu artystów ówczesnej awangardy. Nazywali oni go poufale „ojcem”, ponieważ pomagał wielu z nich, wystawiając ich obrazy w witrynie sklepu. Szybko zawarł bliższą znajomość z van Goghiem pozwalając mu płacić obrazami za przybory malarskie, chociaż wiedział, że na sprzedaż tych obrazów nie ma szans. Kiedy po namalowaniu portretu Tanguy zapytał van Gogha o cenę obrazu, ten wymienił sumę 500 franków. Kiedy Tanguy stwierdził, że cena jest wygórowana, van Gogh odparł, iż obraz w rzeczywistości nie jest na sprzedaż.
W liście do Andriesa Bongera napisanym 4 lata po śmierci van Gogha Tanguy wyrażał żal, iż nie udało mu się sprzedać żadnego obrazu holenderskiego artysty podczas jego pobytu w Paryżu. Udało mu się to dopiero w 1892, kiedy sprzedał za 300 franków Irysy dla krytyka Octave'a Mirbeau, obraz, który w 1889 zdeponował u niego brat Vincenta, Theo, a który 100 lat później został sprzedany na aukcji w Nowym Jorku za 54 miliony dolarów.

## Opis
Wszystkie trzy obrazy ukazują rozwój artystycznego stylu van Gogha od czasu jego przybycia do Paryża do zakończenia pobytu w tym mieście. Obraz pierwszy jest mroczny, a jego kompozycja prosta. Na obrazie drugim i trzecim van Gogh umieścił w tle drzeworyty japońskie.
Obraz trzeci, najbardziej znany, jest też najbardziej zaawansowany stylowo. Dzięki nabytym umiejętnościom i zastosowanej kolorystyce van Gogh dokonał integracji zdobyczy sztuki japońskiej i impresjonizmu. Obraz przedstawia uproszczoną podobiznę prosto siedzącego mężczyzny, z zaciśniętymi rękami, spoglądającego w dół, umieszczonego na skomplikowanym tle składającym się z jaskrawych, japońskich drzeworytów, przypuszczalnie stanowiących w większości kolekcję van Gogha. Emocjonalna energia techniki artysty kontrastuje ze spokojem siedzącego, niczym monument,  na pierwszym planie mężczyzny; obraz jest manifestem emocjonalnej siły koloru i odważnego użycia barw dopełniających, zastosowanych w kombinacji czerwieni i zieleni tła w opozycji do błękitu i oranżu ubioru Tanguy’ego na pierwszym planie. Obraz wydaje się bardzo płaski, a postać japońskiej tancerki z tła wydaje się niemal zderzać z postacią portretowanego na pierwszym planie. Bardzo rzuca się w oczy niwelacja związku przestrzennego i rezygnacja z wyrażenia iluzji konkretnej rzeczywistości.
Portret „Ojca” Tanguy stanowi podsumowanie rozwoju artystycznego van Gogha podczas jego pobytu w Paryżu, podobnie jak Jedzący kartofle stanowią podsumowanie okresu holenderskiego. Barwa i technika malarska stały się najważniejszym środkiem wyrazu artysty. Van Gogh rozwinie w przyszłości wspomnianą technikę niwelacji związku przestrzennego i nieprzedstawiania konkretnej rzeczywistości w celu wyrażenia własnego, wewnętrznego świata. Najważniejsze zdobycze impresjonizmu jakie sobie przyswoił w ciągu dwuletniej bytności w Paryżu to: posługiwanie się światłem, podział przestrzeni na struktury graficzne (dzięki pointylizmowi) i dekoracja powierzchni w malarstwie japońskim.